# 瑪拉諾

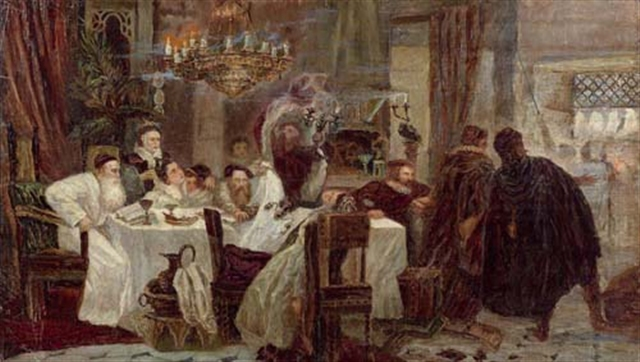
《瑪拉諾：西班牙宗教審判時代的秘密逾越節晚餐》，摩西‧邁蒙，1893

瑪拉諾（Marrano），指15世紀至16世紀間在伊比利亞半島上被迫改宗基督教的猶太人。瑪拉諾，表面上改宗基督教，但仍暗中保留猶太教信仰。
而同時期，被強迫改宗基督教的穆斯林與猶太人，稱作「新基督徒」（英語：New Christian）。
瑪拉諾後來和摩里斯科人一樣幾乎全被逐出西班牙，多數逃往法國與拉丁美洲。

## 詞源
「馬拉諾」一詞，有3種可能的來源：
1. 來自阿拉伯語的哈拉姆[1]，即「豬」（阿拉伯语：‎），代表對改宗猶太人的貶稱[1][2]。
2. 源自西班牙語動詞（源自日耳曼語而不是阿拉伯語），意思是“偏離”或“犯錯”。
3. 來自加利西亞-葡萄牙語的「被迫」（marrar）[2]

## 歷史
1492年，西班牙頒布阿罕布拉法令，猶太人只能選擇改宗或離開。在1391年猶太大屠殺的陰影下，猶太人多選擇改宗天主教。改宗基督教的猶太人，即瑪拉諾，仍受西班牙的老基督徒懷疑暗中實踐猶太教信仰。因此，西班牙設立宗教裁判所監視瑪拉諾的改宗是否真誠。
3年後的1497年，葡萄牙的曼紐一世亦跟隨西班牙，開始強迫猶太人改宗。1506年，瘟疫流行，人們將其遷怒「新基督徒」，爆發「里斯本大屠殺」。大屠殺後，葡萄牙開始考慮仿效西班牙設立宗教裁判所。另一方面，葡萄牙的瑪拉諾開始試圖透過賄賂神聖羅馬帝國皇帝查理五世，來避免宗教裁判所的設立。 1547年7月16日，教宗諭令允許宗教裁判所設立，葡萄牙的瑪拉諾投過賄賂羅馬教宗來推延執行。然而，1579年，葡萄牙仍設立宗教裁判所。

### 註腳
1. 1 2  Melammed, Renée Levine. . Jones, Lindsay  (编).  8. McMillan Reference. 2005: 5716.
2. 1 2  Karen Primack, "That Word 'Marrano'". Chapter 8 (pp. 55-58) in Karen Primack (ed.) Jews in Places You Never Thought Of, KTAV Publishing House, Inc. (1998), ISBN 0881256080
3. ↑  Revue des Etudes Juives, xxxvii, p. 270 et seq.

### 文獻
- Adams, Susan M.; Bosch, Elena; Balaresque, Patricia L.; et al. (2008), "The Genetic Legacy of Religious Diversity and Intolerance: Paternal Lineages of Christians, Jews, and Muslims in the Iberian Peninsula", American Journal of Human Genetics 83